# 谷郷元昭
谷郷 元昭（たにごう もとあき、1973年12月10日 - ）は、日本の実業家。バーチャルYouTuber（VTuber）グループ「ホロライブプロダクション」を運営するカバー株式会社の創業者。愛称はYAGOO（やごう）。

## 経歴
1973年12月10日、大阪府高槻市に生まれる。
大阪府立茨木高等学校、慶應義塾大学理工学部を卒業後、1997年にイマジニア株式会社に入社。株式会社サンリオと提携したゲームのプロデュースを4年間担当した後、テレビ局や出版社と提携した携帯公式サイトを運営する事業を責任者として1年半統括。
2003年6月、株式会社アイスタイルに入社。EC事業を統括し、通販サイトcosme.comを立ち上げる。
2005年7月、携帯広告メディアの株式会社インタースパイア創業に携わり、メディア部門の事業責任者に従事。
2008年4月、株式会社サンゼロミニッツを設立し、社長に就任。日本初のGPS対応スマートフォンアプリを含むおでかけ情報サービス「30min.」の配信を手がけた。
2016年6月13日、株式会社カバーを設立。2017年9月7日には最初のVTuberメンバーであるときのそらがデビューした。
2022年11月、経済雑誌『Forbes JAPAN』の発表する「日本の起業家ランキング 2023」で、第3位に選ばれた。
2023年9月、これまで務めていたホロライブのグッズモデルを引退した。

## 人物
元々ゲームが好きで、大学時代にはゲームセンターでアルバイトもしていたことなどからゲーム業界に関心を持ち、新卒採用の際はゲーム会社だけを志望した結果イマジニアに入社した。イマジニアでiモードビジネスの担当をしていた際に最新テクノロジーを追う楽しさに気付き、eコマース事業に転職。その後会社を売却して新事業を立ち上げる際に新しいコンテンツとしてバーチャル・リアリティに着目、試行錯誤で「リアルタイムで3Dキャラクターを動かす仕組み」を生み出したことがVTuber事業に繋がり、現在に至っている。
ホロライブプロダクション立ち上げ後は、時々ながらホロライブの配信にも運営側の代表者として出演している。動画リスナーからも「YAGOO」の愛称で親しまれる結果になったことは狙ったものではなかったが、「ファンに情報が伝わりやすくなることで結果的にプラスになっている」と肯定的に見ている。失言防止を理由に生放送での出演は殆どなく、多くは収録映像での参加である。生放送に出演する際も、放送を少し遅延させ、その間に発言のチェックを行っている。
「YAGOO」の愛称は、ホロライブ所属のVTuberである大空スバルから苗字の「谷郷」（たにごう）を「やごう」と誤読されたことが切っ掛けで生まれた。海外のファンにも認知されており、ネットミームとして扱われたこともある。
自身を「基本的にコミュ障」と評する一方で、社会にインパクトを残すようなことをやりたいという思いを子供の頃から持っており、それが2度の起業を含む積極的な活動の原動力になっていると語っている。
配偶者と子供がいる。